# Japanagromyza teestae
Japanagromyza teestae este o specie de muște din genul Japanagromyza, familia Agromyzidae, descrisă de Singh și Ipe în anul 1973. Conform Catalogue of Life specia Japanagromyza teestae nu are subspecii cunoscute.